# Reiner Scholl
Reiner Scholl (31 de mayo de 1961) es un deportista alemán que compitió para la RFA en piragüismo en la modalidad de aguas tranquilas. Ganó tres medallas en el Campeonato Mundial de Piragüismo entre los años 1986 y 1989.
Participó en dos Juegos Olímpicos de Verano en los años 1984 y 1988, su mejor actuación fue un cuarto puesto logrado en Seúl 1988 en la prueba de K2 500 m.

## Palmarés internacional
| Campeonato Mundial | Campeonato Mundial | Campeonato Mundial | Campeonato Mundial |
| Año                | Lugar              | Medalla            | Evento             |
| ------------------ | ------------------ | ------------------ | ------------------ |
| 1986               | Montreal (Canadá)  | Medalla de oro     | K2 500 m           |
| 1987               | Duisburgo (RFA)    | Medalla de bronce  | K4 500 m           |
| 1989               | Plovdiv (Bulgaria) | Medalla de plata   | K4 500 m           |